# Феньвеши, Чаба
Чаба Феньвеши (венг. Fenyvesi Csaba; 14 апреля 1943, Будапешт, Венгрия — 3 ноября 2015, там же) — венгерский фехтовальщик, двукратный чемпион летних Олимпийских игр в Мюнхене (1972), чемпион летних Олимпийских игр в Мехико (1968).

## Спортивная карьера
Специализировался в фехтовании на шпагах и рапирах. Профессиональную карьеру начал в 1958 году выступлениями за спортивное общество BVSC. Десятикратный чемпион Венгрии среди шпажистов (в личном зачете: 1973, 1975; в командных соревнованиях: 1968, 1972—1978). Пятикратный чемпион Венгрии среди рапиристов (личный зачет — 1972; командный — 1964, 1969, 1971, 1972).
Первый международный успех пришёл к спортсмену на мировом первенстве по фехтованию в Монреале (1967), когда он стал бронзовым призёром в командных соревнованиях шпажистов.
Участник трех Олимпиад. На летних Играх в Мехико (1968) первенствовал в составе команды венгерских шпажистов, а в личном зачете занял девятое место. Через четыре года в Мюнхене (1972) завоевал две золотые медали в личном и командном первенстве шпажистов, а также стал четвёртым в составе команды рапиристов. На последней своей Олимпиаде в Монреале (1976) остался без наград — в командной шпаге он стал четвёртым, а в индивидуальном зачете в шпаге и в составе команды рапиристов — седьмым.
Трёхкратный чемпион мира в командных соревнованиях шпажистов: в Анкаре (1970), в Вене (1971) и в Гамбурге (1978). Трёхкратный обладатель Кубка Европы (1974—1976).
В 1972 году был избран «Фехтовальщиком года» Венгрии, в 1995 году был отмечен Золотым олимпийским кольцом НОК Венгрии.

## Профессиональная карьера
Завершил спортивную карьеру в 1980 году. В 1986—1993 годах был президентом спортивного общества BVSC, в 1989—1993 годах — членом исполкома Федерации фехтования Венгрии. В 2001 году был назначен руководителем отдела экипировки в команде шпажистов BVSC.
В 1968 году окончил Будапештский медицинский университет, ему была присвоена степень доктора медицины в области хирургии. В 1974 году он начал исследования в области хирургической онкологии, и ему было присвоено звание доцента. В 1994 году стал директором американской онкологической клиники при Научно-исследовательском онкологическом институте.